# Billy Fiske

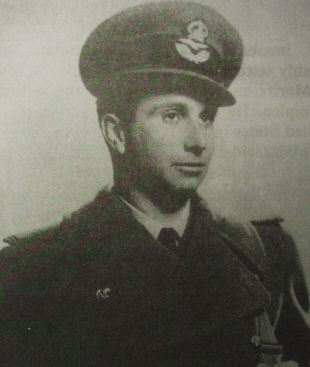
Billy Fiske als RAF-piloot

Billy Fiske (4 juni 1911 - 17 augustus 1940) was een Amerikaanse bobsleeër.
Hij nam tweemaal deel aan de Olympische Winterspelen (in 1928 en 1932) waarbij hij op beide edities olympisch kampioen werd. Op de Olympische Winterspelen in 1928 behaalde hij deze titel met de vijfmansbob en op de Winterspelen in 1932 met de viermansbob.
Billy Fiske werd geboren in de wijk Brooklyn in New York als William Meade Lindsley Fiske III, de zoon van een rijke bankier.
In 1928 werd Billy als zestienjarige door zijn overwinning in de vijfmansbob op de Olympische Winterspelen de jongste Amerikaanse olympisch kampioen. Om zijn team samen te stellen had hij een advertentie gezet in een Parijse krant, drie van zijn teamgenoten werden gekozen naar aanleiding van deze advertentie. Geen van hen had voordien ooit een bobslee gezien.
Vier jaar later tijdens de Olympische Spelen in Lake Placid (in zijn thuisstaat New York) wist hij zijn titel te verdedigen. Vanwege slecht weer werd de wedstrijd uitgesteld tot na de sluitingsceremonie. Het team van Fiske wist de eerste drie ritten ruim te winnen. Voor de laatste rit had hij vier seconden voorsprong op zijn naaste concurrenten. Het tweede Amerikaanse team wist in de laatste rit nog 2,31 seconde goed te maken maar dit was niet voldoende om Fiske van zijn tweede gouden medaille te houden.
In 1939 probeerde Fiske zich aan te melden voor de Britse Royal Air Force om te helpen in de strijd tegen de nazi's. Op dat moment waren de Verenigde Staten nog niet in oorlog met Duitsland en Amerikaanse burgers die deel wilden nemen aan de oorlog moesten zich aansluiten bij een leger van een van de geallieerde mogendheden. Hoewel de RAF alleen mensen aannam met een Brits paspoort wist Fiske toch aangenomen te worden door bij zijn aanmeldingsformulieren te vermelden dat hij Canadees was.
Op 16 augustus 1940 werd hij ingezet om Duitse duikbommenwerpers tegen te houden. De missie was een succes maar Fiske raakte zwaargewond toen zijn Hurricane P3358 neerstortte tijdens de landing. De volgende dag overleed Billy Fiske in een ziekenhuis in Chichester. Hij werd begraven op de Boxgrove-begraafplaats in Sussex, Engeland.